# HMS Ameer (D01)
Le porte-avions d'escorte USS Baffins (CVE-35) (à l'origine AVG-35, puis plus tard ACV-35) a été lancé le 18 octobre 1942 par Seattle-Tacoma Shipbuilding Corporation , à Tacoma. Parrainé par Mme Laurence Bennett, épouse du commandant Bennett ; et commandé le 28 juin 1943 par le capitaine WL Rees, il avait été nommé d'après la baie de Baffin, dans le sud du Texas.

## Conception et description
Ces navires étaient tous plus gros et avaient une plus grande capacité d'avion que tous les porte-avions d'escorte construits depuis par les Américains. Ils ont également tous été établis comme porte-avions d'escorte et non comme navire de commerce reconvertis. Leur propulsion était assurée par une turbine à vapeur à deux chaudières reliées à un arbre donnant une propulsion navire à 17 nœuds (31 km/h). Ils avaient une capacité maximale de vingt-quatre avions qui pouvaient être un mélange d'avions de chasse Grumman Martlet, Vought Corsair ou Hawker Sea Hurricane et d'avions anti-sous-marins Fairey Swordfish ou Grumman Avenger.

## Pré-service
L'USS Baffins est resté au chantier naval de Pujet Sound jusqu'au 18 juillet 1943. Sa classification a été changée en CVE-35 le 15 juillet 1943. Le 18, e
il s'est rendu à Vancouver, Colombie-Britannique au Canada, où il a été désarmé le jour suivant et transféré à la Royal Navy sous prêt-bail.
Sous le nom de HMS Ameer, il a été réaménagé selon les exigences de la Royal Navy, y compris un pont d'envol rallongé, l'installation de sonar ASDIC, l'adaptation des systèmes de lutte contre les incendies et de ventilation, et la modification du stockage des bombes et des torpilles pour accueillir des munitions américaines ou britanniques.

## Service actif

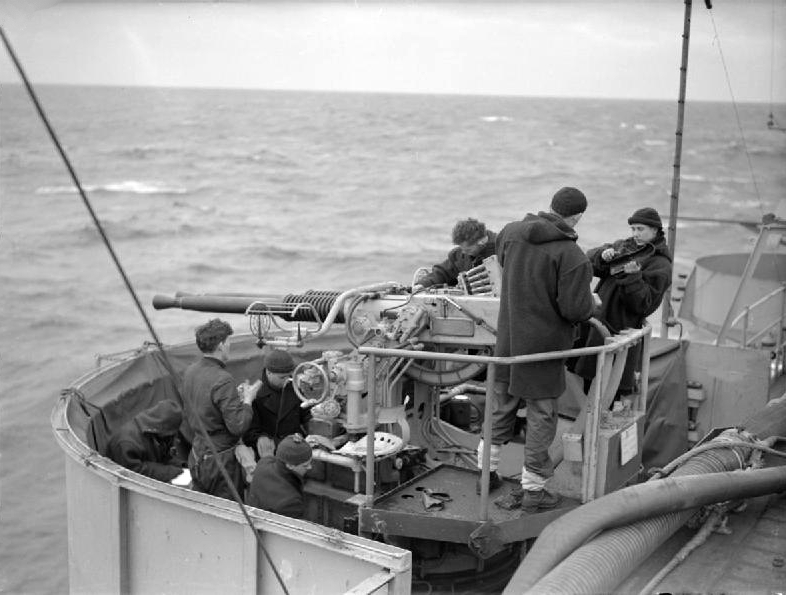
Double canon Bofors 40 mm antiaérien

Une fois arrivé en Grande-Bretagne, il fut affecté à la British Eastern Fleet (en), naviguant comme escorte en mai 1944 pour le convoi KMF-31 vers la Méditerranée, alors qu'il se dirigeait vers la base de Trincomalee à Ceylan. Là, il a rejoint la Eastern Fleet avec ses navires frères HMS Battler, HMS Begum et HMS Shah.
Au début de 1945, Ameer a rejoint la Force 61 comme couverture pour "Opération Lightning", l'assaut amphibie de la 3 Brigade Commando (en) (deux unités de la Royal Marines et une unité de l'armée) sur Sittwe, en Birmanie. En fait, les forces japonaises avaient évacué cette zone clé 48 heures plus tôt, rendant inutile un bombardement intense.
L'opération suivante d'Ameer fut l'opération Matador pour capturer l'île Ramree : le cuirassé HMS Queen Elizabeth ouvrit le feu avec sa batterie principale après un repérage des avions du Ameer, le 21 janvier 1945. Le bombardement visait à réduire les batteries d'artillerie japonaises avant les débarquements des 71e et 4e brigades. Quelques jours plus tard, Ameer a couvert les débarquements sur l'île voisine de Cheduba par les Royal Marines (Opération Sankey) qui étaient, une fois de plus, sans opposition ; en effet, toute l'île était inoccupée.
Le 22 février 1945, Ameer a navigué de Trincomalee, en Force 62 avec le HMS Empress, le croiseur léger HMS Kenya, six destroyers et six frégates. L'objectif était de réaliser l'opération Stacey, la première des trois missions de reconnaissance photographique destinées à couvrir les zones de Hastings Harbor et de l'île de Phuket de l'isthme de Kra. La reconnaissance s'est déroulée avec succès sans interférence ennemie du 26 au 28 février.
En juin 1945, la Force 63, comprenant Ameer et ses navires jumeaux HMS Khedive et HMS Stalker, quitta Trincomalee pour l'opération Balsam, la troisième et dernière série de missions de reconnaissance photographique au-dessus de la Malaisie . Le 20 juin, à la fin de l'opération prévue, les pilotes de la force opérationnelle ont exécuté des balayages offensifs. Les Grumman F6F Hellcat d'Ameer ont rejoint ceux du 808e Naval Air Squadron et les Supermarine Seafire du 809e Naval Air Squadron et ont attaqué des bases aériennes japonaises à Lhokseumawe, Medan et Binjai.
Les dernières opérations d'Ameer soutenaient les activités de déminage sur les sites d'atterrissage potentiels. Le premier, pour l'opération Collie, a assuré la couverture aérienne et le bombardement au large des îles Nicobar les 9 et 10 juillet. La seconde, l'opération Livery, qui a débuté le 24 juillet, a dégagé les approches de l'île de Phuket, au large de l'isthme de Kra.
Ameer participe à la reprise de Singapour après la capitulation japonaise en 1945 lors le l'opération Tiderace.

## Aéronefs
En tant que porte-avions de chasse, le HMS Ameer pouvait transporter jusqu'à 24 avions. Dans son service actif, il transportait principalement des chasseurs américains Grumman Hellcat II (initialement appelés Gannet), bien que des Grumman Wildcat V (initialement appelé Martlets) aient également été transportés, tout comme les hydravions Supermarine Walrus à la fin de la guerre.

## Après la guerre
Le HMS Ameer a été renvoyé à l'United States Navy à Norfolk, en Virginie, le 17 janvier 1946, puis vendu au service marchand le 17 septembre 1946 sous le nom de Robin Kirk. Il a ensuite été mis au rebut à Taiwan en 1969.